# あすなろ (SunSet Swishの曲)
「あすなろ」は、2008年11月5日に発売されたSunSet Swishの10作目のシングル。

## 概要
2ndアルバム『PASSION』リリース後初となる、2008年第3弾シングル。初回生産版には、ビデオクリップなどを収録したDVDが付属。ビデオクリップがシングルの付属となるのはSunSet Swishとしては初のことである。

## 収録曲
1. あすなろ [4:52] 
（作詞:冨田勇樹、作曲:石田順三、編曲:鶴谷崇、SunSet Swish）
アスミック・エース配給映画『ハンサム★スーツ』挿入歌。
2. 風のランナー 〜2008.08.24 HIBIYA YA-ON VERSION〜  [6:30]
（作詞/作曲：石田順三、編曲:SunSet Swish）
2008年8月24日に日比谷野外音楽堂で行われたライブで披露された、2ndシングル曲「風のランナー」のライブバージョン。

## DVD収録映像
1. あすなろ VIDEO CLIP
タイアップ作品である映画『ハンサム★スーツ』出演者の大島美幸（森三中）と、その夫で『ハンサム★スーツ』原作者である放送作家の鈴木おさむが出演している。
2. I Love You 〜2008.08.24 HIBIYA YA-ON VERSION〜
CD収録の「風のランナー〜」と同じく2008年8月24日の日比谷野外音楽堂ライブで披露された、9thシングル曲「I Love You」のライブ映像。

## 収録アルバム
- 夕暮れマエストロ（#1）